# İmişli
İmişli – miasto w Azerbejdżanie, w rejonie İmişli, nad rzeką Araks.
Liczba ludności w 2006 r. wynosiła 31 700.